# Mathilde Möhring
Der Roman Mathilde Möhring gehört zu den wichtigsten Texten aus Theodor Fontanes Nachlass. Erste Entwürfe und die erste Niederschrift sind 1891 entstanden; zwischen Herbst 1895 und Frühjahr 1896 nahm sich Fontane die Überarbeitung vor. Das Werk blieb unvollendet und wurde postum von Josef Ettlinger 1906 erstmals veröffentlicht. 1969 folgte eine zweite Fassung von Gotthard Erler, 2008 schließlich legte Gabriele Radecke eine dritte Textfassung vor. Der Roman ist in 17 Kapitel aufgeteilt, wobei die Kapitel 9 bis 11 in die Abschnitte a und b unterteilt sind. Die Handlung spielt zur Zeit des Deutschen Kaiserreichs zwischen Oktober 1888 und Oktober 1890.

## Inhaltsangabe
Fontane erzählt in Mathilde Möhring von der jungen, klugen, praktisch veranlagten und energischen, dabei aber wenig anziehenden Mathilde Möhring, die mit ihrer Mutter in einer kleinen Berliner Wohnung in der Georgenstraße in der Nähe des Bahnhofes Friedrichstraße lebt. Mathildes Vater, ein Buchhalter, ist schon seit einigen Jahren tot, weshalb die Möhrings regelmäßig Untermieter aufnehmen müssen. Zu Beginn der Erzählung ist dies Hugo Großmann, ein Jura-Student kurz vor dem Examen, der jedoch die Lektüre literarischer Werke denen der Juristerei und abendliche Theaterbesuche dem Besuch der Universität vorzieht. Mathilde schätzt ihn in dieser Beziehung von Anfang an richtig ein, sieht in ihm dennoch die Möglichkeit, aus ihren beschränkten Verhältnissen herauszukommen. Sie legt sich regelrecht einen Plan zurecht, um eine starke Wirkung auf den Mitbewohner zu erzielen, der sie zunächst nicht beachtet, nach einer gewissen Zeit aber bei dem Resümee anlangt, „dass Thilde die Frau sei, die für ihn passe“ (Kap. 8). Er hat gemerkt, dass sie seinem verträumten und bequemen Naturell ein pragmatisches und ehrgeiziges Gegenstück sein könnte. Und er hat sich nicht getäuscht. Denn sobald sie seiner in Form einer offiziellen Verlobung sicher ist, lässt sie ihn nicht länger faulenzen, sondern sorgt dafür, dass er tüchtig und regelmäßig für sein Examen lernt und dieses schließlich auch besteht. Ganz glücklich ist Hugo mit diesem Antreiben vonseiten Mathildes zwar nicht, doch weiß er andererseits auch, dass er es ohne sie nicht schaffen würde. Nachdem er das erste juristische Staatsexamen in der Tasche hat, kümmert sich Mathilde weiter um seine Karriere: Sie durchforscht die Tageszeitungen, bis sie auf eine Annonce stößt, in der die Kleinstadt Woldenstein nach einem neuen Bürgermeister sucht. Mathilde sorgt dafür, dass ihr Verlobter diese Chance ergreift, und nachdem alles geregelt ist, können sie heiraten. Die aus kleinen Verhältnissen stammende Mathilde Möhring hat sich zur Bürgermeistersgattin gemausert. Und sie macht sich weiterhin gut. Denn immer noch ist Hugo auf ihre Initiative angewiesen, und allein dank ihrer findigen, umsichtigen Natur und ihrem enormen Ehrgeiz gelingt es ihm, sein Amt erfolgreich auszufüllen. Immer ist sie es im Hintergrund, die ihm sagt, wie er sich verhalten soll, und sie sichert ihm auch das Wohlwollen der Vorgesetzten und anderer Honoratioren der Gegend.
Doch das Glück hält nicht lange an, denn Hugo zieht sich eine schwere Lungenentzündung zu, die schließlich zu einer Schwindsucht führt und ihn das Leben kostet. So sieht Mathilde sich wieder in ihre frühere soziale Position zurückgeworfen, zwar mit einer Witwenpension, aber doch nicht viel besser gestellt als vor der Heirat. Jedoch findet sie sich schnell wieder zurecht. Beherzt beschließt sie nach Berlin zurückzugehen und schlägt das etwas dubiose Angebot des Grafen Goschin, bei ihm als Hausdame zu arbeiten, aus. Sie lebt weiterhin bei ihrer Mutter, bedingt sich aber einen gewissen Freiraum aus. Sie trauert nicht direkt um ihren Mann, bedauert aber, so stark gegen sein Naturell angegangen zu sein, was ihn überfordert habe; denn er war nur scheinbar stark. Andererseits erkennt sie, dass auch er einen positiven Einfluss auf ihr oft kleinkrämerisches Denken hatte. Sie entschließt sich, das Lehrerinnenexamen zu machen, und besteht es mit großem Erfolg. Danach tritt sie eine Stelle an und ist damit in der Lage, für sich selbst und die Mutter zu sorgen.

## Entstehung und Editionsgeschichte
Fontane arbeitete vermutlich zwischen Januar 1891 und Frühjahr 1896 mit einigen Unterbrechungen an Mathilde Möhring. Erste Konzeptionen und Entwürfe entstanden im Januar und Februar 1891; die erste Niederschrift fertigte Fontane im Sommer 1891 an, und im Winter 1895 nahm er sich die Überarbeitung vor. Im Frühjahr 1896 brach Fontane die Arbeit dann endgültig ab. Zu einer Veröffentlichung zu Lebzeiten Fontanes kam es nicht mehr. Nach Fontanes Tod blieb die Mathilde-Möhring-Handschrift zunächst unbemerkt im Nachlass liegen, bis sie von seiner Frau Emilie entdeckt und gelesen wurde. Nach der Lektüre notierte diese auf einem Umschlagblatt der Handschrift: „Leider nicht druckfertig. Mit Rührung gelesen 31 Jan 01. Die alte Fontane“. Nach Emilie Fontanes Tod kam es dann zu einer Veröffentlichung. Die Nachlasskommission und vor allem Fontanes jüngster Sohn, der Buchhändler und Verleger Friedrich Fontane, entschieden, den Journalisten und Redakteur Josef Ettlinger mit der Herausgabe des Romans zu beauftragen. Nach einigen Verhandlungen erschien der Roman in der Familienzeitschrift Die Gartenlaube in sieben Fortsetzungen zwischen dem 1. November und dem 13. Dezember 1906. 1907 begannen dann die Vorbereitungen für den Band Aus dem Nachlaß von Theodor Fontane (hrsg. von Josef Ettlinger), der mit Mathilde Möhring eingeleitet wurde. Ettlingers Mathilde-Möhring-Fassung wurde bis 1969 unverändert in allen Fontane-Ausgaben veröffentlicht.
Im Rahmen der achtbändigen Ausgabe der „Romane und Erzählungen“, die der Aufbau-Verlag unter der Leitung von Peter Goldammer zum 150. Geburtstag Fontanes Anfang September 1969 veröffentlichte, legte Gotthard Erler eine Neuedition der Mathilde Möhring vor. Beim Studium der Handschrift, die Eigentum der Staatsbibliothek zu Berlin ist, bemerkte Erler, dass Ettlinger Fontanes Werk in großem Stil redigiert hatte. Er kam zu dem Schluss, „daß der bisher veröffentlichte Text von ‚Mathilde Möhring‘ philologisch nicht länger zu verantworten ist und dass von einer vorgeblich ‚leichten Nachbesserung‘ nicht die Rede sein kann, sondern von einer Bearbeitung [durch Ettlinger].“ Erler nahm sich das Manuskript vor und fand heraus, dass der Roman durch Fontanes Ordnungsprinzip in beschrifteten Papierumschlägen „in seiner äußeren Struktur viel weiter ausgebildet ist, als man bisher annehmen konnte. […]“ So eliminierte er die zahlreichen Lesefehler und Herausgeberergänzungen der Erstausgabe und stellte zum großen Teil Fontanes Kapiteleinteilung wieder her sowie den letzten Satz „Rebecca hat sich verheirathet“.
Als Band 20 der „Großen Brandenburger Ausgabe“ (Abteilung „Das erzählerische Werk“) des Aufbau-Verlags veröffentlichte Gabriele Radecke 2008 schließlich eine dritte Mathilde-Möhring-Fassung, die zum ersten Mal die Merkmale des unvollendeten Nachlasstextes, die die Handschrift überliefert, konsequent für den gedruckten Text bewahrt und diesen in seiner historischen Gestalt wiedergibt. Wie die Handschrift enthält nun auch die Neuausgabe zahlreiche Textstörungen – etwa grammatische Fehler, unvollendete Sätze, die Einteilung der Kapitel 9 bis 11 in die Unterabschnitte a und b, Fontanes Autorbemerkungen und Fontanes doppelte Formulierungen für eine Textstelle. Außerdem wurden einige Lesefehler der Erler-Textfassung korrigiert. Radecke legt nicht nur eine nach wissenschaftlichen Kriterien erarbeitete Edition der Mathilde Möhring vor, sondern die erste historisch-kritische Edition eines Fontane-Textes überhaupt. In dem kulturhistorischen, auf historische Buchbestände, auf die Forschung, auf die Archivalien der Staatsbibliothek zu Berlin - Preußischer Kulturbesitz, des Stadtmuseum Berlins sowie des Theodor-Fontane-Archivs gestützten umfangreichen Kommentar werden zudem viele bisher nicht bekannte Informationen über die Textentstehung sowie über die Überlieferungs- und Druckgeschichte erstmals veröffentlicht, die die bisherigen Ergebnisse differenzieren und korrigieren.

## Ausgaben
- Aus dem Nachlaß von Theodor Fontane. Hrsg. von Josef Ettlinger. Friedrich Fontane & Co., Berlin 1908.
- Theodor Fontane: Romane und Erzählungen. Effi Briest. Die Poggenpuhls. Mathilde Möhring. Bearbeiter: Gotthard Erler. Aufbau-Verlag, Berlin 1984 (1. Auflage: 1969. Peter Goldammer, Gotthard Erler, Anita Golz, Jürgen Jahn [Hrsg.]: Romane und Erzählungen in acht Bänden, Band 7).
  - Theodor Fontane: Romane und Erzählungen. Effi Briest. Die Poggenpuhls. Mathilde Möhring. Bearbeiter: Gotthard Erler. 4. Auflage. Aufbau-Verlag, Berlin 1993, ISBN 3-351-02258-1 (Romane und Erzählungen in acht Bänden, Band 7).
- Theodor Fontane: Mathilde Möhring. Nach der Handschrift neu hrsg. von Gabriele Radecke. Aufbau-Verlag, Berlin 2008, ISBN 978-3-351-03132-9 (Gotthard Erler [Hrsg.]: Große Brandenburger Ausgabe, Das erzählerische Werk, Band 20).
- Theodor Fontane: Mathilde Möhring. Hrsg., kommentiert und mit einem Nachwort versehen von Gabriele Radecke. Reclam, Ditzingen 2019, ISBN 978-3-15-019513-0.

## Verfilmungen
- 1944/50: Mein Herz gehört Dir – Kinofilm (schwarz/weiß) – Regie: Rolf Hansen
- 1969: Mathilde Möhring – Fernsehfilm – Regie: Claus Peter Witt
- 1977: Mathilde Möhring – Fernsehfilm – Regie: Wolfgang Schleif
- 1983: Mathilde Möhring – Fernsehfilm – Regie: Karin Hercher

## Hörspiel
- 1965: Mathilde Möhring – Regie: Rudolf Noelte, mit Paul Edwin Roth, Mila Kopp, Gertrud Kückelmann, Ulrich Matschoss Heinz Baumann, Edith Schultze-Westrum, Lina Carstens

## Hörbuch
- 2019: Mathilde Möhring – Reclam Hörbücher: Verena Wolfien (Sprecherin)
- 2015: Mathilde Möhring – Der Audio Verlag: Gert Westphal (Sprecher)

## Sekundärliteratur
- Hugo Aust: Mathilde Möhring. In: Christian Grawe (Hrsg.): Interpretationen. Fontanes Novellen und Romane. Stuttgart 1991, S. 275–295.
- Sabina Becker: Aufbruch ins 20. Jahrhundert – Theodor Fontanes Roman ‚Mathilde Möhring‘. Versuch einer Neubewertung. In: Zeitschrift für Germanistik, N. F., 2000, 10, Heft 2, S. 298–315.
- Agni Daffa: Frauenbilder in den Romanen Stine und Mathilde Möhring. Untersuchungen zu Fontane. Frankfurt am Main 1998, ISBN 3-631-32861-3.
- Renate Gollmitz: Max Herrmanns Korrekturen zur Erstausgabe von Mathilde Möhring (1908). In: Fontane Blätter, 1989, 47, S. 111–113.
- Gabrielle Gross: Der Neid der Mutter auf die Tochter. Ein weibliches Konfliktfeld bei Fontane, Schnitzler, Keyserling und Thomas Mann. Lang, Bern u. a. 2002, ISBN 3-906768-12-0.
- Gabriele Radecke: Für eine textgenetische Edition von Theodor Fontanes Mathilde Möhring. In: Adolf Haslinger u. a. (Hrsg.): Textgenese und Interpretation. Stuttgart 2000, S. 28–45.
- Gabriele Radecke: Gedeutete Befunde und ihre Darstellung im konstituierten Text. Editorische Überlegungen zu Theodor Fontanes Mathilde Möhring. In: Jahrbuch der Jean Paul Gesellschaft, 2006, 41, S. 179–203.
- Gaston Raphaël: Mathilde Möhring de Theodor Fontane. In: Etudes Germaniques, 1948, 3, S. 297–303.
- Simone Richter: Fontanes Bildungsbegriff in „Frau Jenny Treibel“ und „Mathilde Möhring“. Fehlende Herzensbildung als Grund für das Scheitern des Bürgertums. VDM, Saarbrücken 2007, ISBN 978-3-8364-5010-2.
- Eda Sagarra: Mathilde Möhring. In: Christian Grawe, Helmuth Nürnberger (Hrsg.): Fontane-Handbuch. Stuttgart 2000, S. 679–690 (dort weitere Literaturangaben).
- Burkhard Spinnen: Und alles ohne Liebe. Theodor Fontanes zeitlose Heldinnen. Frankfurt am Main 2019, S. 101–110.
- Harald Tanzer: Theodor Fontanes Berliner Doppelroman – Die Poggenpuhls und Mathilde Möhring. Ein Erzählkunstwerk zwischen Tradition und Moderne. Paderborn 1997.
- Monika Werner: Psychologische und anthropologische Aspekte dreier Frauengestalten im Werk Theodor Fontanes (Effi Briest, Jenny Treibel und Mathilde Möhring). Berlin 2004.
- Das verkannte Meisterwerk. In: Die Welt, 2008; Rezension zur Neuerscheinung des Romans; welt.de